# Hasjim Djalal

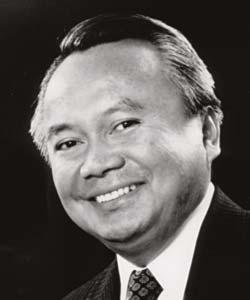
Hasjim Djalal

Hasjim Djalal (* 25. Februar 1934 in Ampat Angkat, Bukittinggi, Westsumatra; † 12. Januar 2025) war ein indonesischer Diplomat und Jurist, der Fachmann für Seerecht und mehrfach Botschafter war.

## Leben
Djalal begann nach dem Schulabschluss 1953 eine Ausbildung an der Akademie für den Auswärtigen Dienst und trat am 1. Januar 1957 in das Außenministerium ein. Seine erste Verwendung fand er zwischen 1957 und 1962 an der Diplomatischen Vertretung in Irian, das damals Teil von Niederländisch-Neuguinea war und im Oktober 1962 unter Verwaltung der Vereinten Nationen gestellt wurde. Während dieser Zeit absolvierte er zudem 1959 ein postgraduales Studium an der University of Virginia, das er mit einem Master of Arts (M.A.) beendet. 1961 erwarb er dort einen Doctor of Philosophy (Ph.D.) mit einer Dissertation mit dem Titel The Limit and Territorial Sea in International Law.
Nach seiner Rückkehr wurde er 1962 Mitarbeiter der Rechtsabteilung des Außenministeriums und danach 1964 der Botschaft in der Sozialistischen Föderativen Republik Jugoslawien (SFRJ). 1967 wurde er nach der Wiederaufnahme der aktiven UN-Mitgliedschaft Indonesiens Gutachter zur Vorbereitung der 3. UN-Seerechtskonferenz (UNCLOS 3) und 1969 Mitarbeiter der Ständigen Vertretung bei der UNO in New York City sowie 1971 Teilnehmer an einer Konferenz über die Afrikanisch-Asiatische Einheit in Colombo. 1973 wurde er Mitglied der Delegation bei der 3. UN-Seerechtskonferenz, die das am 10. Dezember 1982 unterzeichnete Seerechtsübereinkommen erarbeitete. Zwischenzeitlich war er von 1974 bis 1975 Mitarbeiter der Botschaft in Japan.
1981 wurde Djalal Ständiger Vertreter bei den Vereinten Nationen in New York City im Range eines Botschafters und war dort bis 1983 tätig. Im Anschluss fungierte er zwischen 1983 und 1985 als Botschafter in Kanada und danach von 1985 bis 1990 als Generaldirektor des Außenministeriums, ehe er zwischen 1990 und 1993 Botschafter in der Bundesrepublik Deutschland war. Zuletzt bekleidete er von 1994 bis 2000 den Posten eines Sonderbotschafters (Dubes Keliling). Zugleich wurde er 1996 Mitglied des Meeresrates Indonesiens und übernahm zudem eine Professur an der Universität Padjadjaran in Bandung sowie 1999 Berater des Ministeriums für Seefahrt und Fischerei. 2001 wurde er ferner Fellow des East West Center des University of Hawaiʻi System.
Hasjim Djalal starb im Januar 2025 im Alter von 90 Jahren. Er hinterließ seine Ehefrau und Kinder, darunter Dino Patti Djalal, ein Diplomat und ehemaliger stellvertretender Außenminister Indonesiens.

## Veröffentlichungen
- The Limit and Territorial Sea in International Law, 1961
- Indonesian Struggle for the Law of the Sea, 1979
- Indonesia and the Law of the Sea, 1995